# Monoxenus flavescens
Monoxenus flavescens är en skalbaggsart som beskrevs av Stefan von Breuning 1939. Monoxenus flavescens ingår i släktet Monoxenus och familjen långhorningar.
Artens utbredningsområde är Kenya. Inga underarter finns listade i Catalogue of Life.